# Termogenesi indotta dall'acqua
La Termogenesi indotta dall'acqua, TIA o WIT, dall'inglese Water-induced thermogenesis, è un processo metabolico, sottoprocesso della termogenesi. La TIA rappresenta il dispendio energetico indotto dall'ingestione di acqua. La prima ricerca su questo processo rivelava che bere 500 ml di acqua aumenta il metabolismo del 30%, ma questa funzione è dibattuta.
Alcuni autori hanno proposto delle diete per perdere peso basate proprio su questo processo. Il Medico milanese Nicola Sorrentino ha presentato la sua 'Dieta dell'acqua', asserendo che la termogenesi indotta dall'acqua favorirebbe la perdita di grasso corporeo. Ciò nonostante, nella ricerca scientifica non solo l'esistenza di questo fenomeno è ai giorni nostri largamente dibattuta, ma non è stato neppure provato un effetto diretto o causale dell'assunzione di acqua sulla perdita di grasso corporeo mediante termogenesi.

## Benefici sulla perdita di peso
L'acqua è un componente importante delle diete salutari, tra cui le diete dimagranti, ed è anche essenziale per la preservazione della vita e per la regolazione della temperatura corporea e del metabolismo. Un apporto di acqua adeguato ha effetti diretti e indiretti sulla regolazione del peso corporeo. Bere molta acqua, una pratica sempre prevista nei programmi per la perdita di peso, da assumere prima del pasto principale, può aiutare a riempire lo stomaco, ridurre l'appetito ed ha un ruolo determinante sul controllo dell'assunzione di cibo totale, risultando in un aumento della possibilità di successo della dieta per la perdita di peso. L'acqua contribuisce a prevenire la disidratazione, favorisce l'eliminazione di chetoni e altri prodotti di scarto, e regola la funzione intenstinale.
Mentre svariate ricerche avevano appurato che bere acqua favorisse la perdita di peso per svariati motivi, tra cui il maggiore riempimento gastrico da essa fornito assieme ai pasti, riducendo l'introito calorico della dieta, e innescando alcuni processi metabolici, non era mai stato accertato se questa causa fosse da attribuire anche ad un aumento del dispendio energetico e della termogenesi indotta dalla sua ingestione. Nonostante il fatto che la maggior parte delle diete suggeriscano di bere almeno otto bicchieri di acqua al giorno, pochi studi erano stati condotti per determinare se questa pratica accelera realmente la perdita di peso, fino a quando, nel 2003, un'équipe di ricercatori tedeschi non decise di far luce sulla questione.

## La ricerca
Nel 2003 Boschmann et al., riscontrarono che il consumo di acqua aumenta il dispendio calorico e i processi termogenici. L'impatto è stato modesto ma i ricercatori sostennero che il loro studio avrebbe potuto avere importanti implicazioni per i programmi di controllo e perdita di peso. Michael Boschmann, et al. di Berlino calcolarono la spesa energetica di quattordici soggetti, sette uomini e sette donne sani e non sovrappeso. Dopo aver bevuto 500 ml di acqua, il tasso metabolico dei soggetti - o la velocità con cui si bruciano calorie - è aumentato del 30% sia per gli uomini che per le donne. Gli aumenti dello stimolo termogenico si sono verificati entro dieci minuti dal consumo di acqua e hanno raggiunto un massimo dopo circa trenta e quaranta minuti, disperdendo circa 100 kj (circa 24 kcal). Lo studio ha anche dimostrato che l'aumento del tasso metabolico è diverso negli uomini e nelle donne: negli uomini, l'aumento del metabolismo è alimentato da una maggior dispendio di lipidi, mentre nelle donne, avveniva un maggiore dispendio di glucidi. I ricercatori hanno stimato che nel corso di un anno, una persona che aumenta il suo consumo di acqua di 1,5 litri al giorno potrebbe bruciare un extra di 17.400 calorie, per una perdita di grasso di oltre due chili. Essi rilevano che fino al 40% dell'aumento del consumo di calorie è causato dal riscaldamento dell'acqua ingerita da parte del corpo da 22 a 37 C°. Secondo lo studio, ciò significa che bere due litri di acqua al giorno aumenterebbe il dispendio energetico di circa 400 kJ (circa 96 kcal). Pertanto, l'effetto termogenico dell'acqua deve essere considerato quando si stima il dispendio energetico, in particolare durante i programmi per la perdita di peso.
Tre anni dopo questo esperimento, un'altra équipe di scienziati di Friburgo, Svizzera, avviarono un'ulteriore ricerca per verificare se l'acqua potabile ha un effetto termogenico nell'uomo, e determinare se la risposta è influenzata dall'osmolalità o dalla temperatura dell'acqua. Il test prevedeva l'assunzione di 7,5 ml/kg di peso corporeo (circa 518 ml) di acqua distillata, o di soluzione salina allo 0,9%, o una soluzione di saccarosio al 7% in giorni diversi. In un sottogruppo di soggetti, sono state testate le risposte all'acqua fredda (3 C°). Da questa ricerca emergeva, a differenza del risultato dei ricercatori tedeschi, che il dispendio energetico non è aumentato dopo aver bevuto l'acqua distillata o la soluzione salina allo 0,9%, mentre la soluzione di saccarosio ha significativamente aumentato dispendio energetico al 7% (effetto della TID). L'acqua potabile che era stata raffreddata a 3 C° causato un piccolo aumento della spesa energetica di 4,5% in 60 minuti. Secondo questa squadra di ricercatori bere acqua distillata a temperatura ambiente non aumenta la spesa energetica. Solo il raffreddamento dell'acqua prima di berla ha stimolato una bassa risposta termogenica, ben al di sotto del costo energetico teorico per riscaldare l'acqua portandola alla temperatura corporea. Questi risultati avevano rimesso in discussione l'acqua come agente termogenico per gestire l'obesità.
L'anno successivo, Boschmann et al. vollero ripetere lo studio su sedici soggetti, otto uomini e otto donne sani non sovrappeso, confrontando gli effetti di 500 ml di acqua, con quelli di una soluzione salina isoosmotica (con la stessa osmolarità) da 500 ml, o 50 ml di acqua. Solo i 500 ml di acqua hanno aumentato dispendio energetico del 24% nell'arco di 60 min dopo l'ingestione, mentre la soluzione salina isoosmotica e 50 ml d'acqua non hanno avuto effetto. Questo studio voleva ribadire le conclusioni del loro precedente risultato, in opposizione con quello dei ricercatori svizzeri.
Nel 2008 un gruppo di ricercatori israeliani (Dubnov-Raz et al.) volle approfondire la termogenesi indotta dall'acqua, prendendo come oggetto del loro studio 21 bambini obesi tra i 6 e i 13 anni. A questo gruppo è stata somministrata una quantità di acqua di 10 ml/kg ad una temperatura di 4 °C. Il dispendio energetico a riposo (resting energy expenditure, REE) è stato misurato prima e dopo l'ingestione per 66 minuti. Immediatamente dopo aver bevuto, è avvenuto un momentaneo decremento del dispendio energetico. Successivamente è stato osservato un dispendio energetico significativamente maggiore dei valori basali dopo 24 minuti mantenendosi elevato per diverso tempo. Il massimo valore del tasso di spesa energetica è stato osservato dopo 57 minuti dopo aver bevuto, rivelando un'elevazione del 25% sui valori basali. Il dispendio energetico a riposo era significativamente correlato con l'età, l'altezza, il peso, e la massa magra; le correlazioni con il massimo dispendio energetico a riposo dopo l'assunzione di acqua erano maggiori del dispendio energetico basale. Questo studio, in linea con i risultati di Boschmann, ha dimostrato un incremento della spesa energetica del 25% a seguito dell'assunzione di acqua fredda per 10 ml/kg nei bambini sovrappeso, per oltre 40 minuti. Secondo le conclusioni dell'équipe, bere una certa quantità di acqua da parte dei bambini risulta in una spesa energetica equivalente ad una perdita di peso aggiuntiva di circa 1,2 kg all'anno. Questi riscontri rinforzano il concetto dell'aumentato dispendio energetico ritrovato negli adulti, e vuole suggerire che l'acqua può favorire la perdita o il mantenimento di peso da parte dei bambini sovrappeso, e può garantire un supporto nelle indicazioni da seguire contro l'epidemia dell'obesità.
Vij e Joshi (2014) coinvolsero 50 donne di età compresa tra 19 e 29 anni leggermente sovrappeso, alle quali venne indicato di aumentare il consumo giornaliero di acqua di 1.5 litri rispetto all'assunzione abituale per 8 settimane. Questo aumento consisteva in 500 ml di acqua (come negli studi precedenti) prima della colazione, pranzo e cena. Al termine del periodo di studio vennero registrati decrementi di tutti i parametri valutati, ovvero peso corporeo, BMI, grasso corporeo e punteggi dell'appetito. I ricercatori attribuirono questo effetto alla capacità dell'acqua di stimolare il sistema nervoso simpatico come e dei livelli di noradrenalina. Lo studio presenta tuttavia molte limitazioni che non possono confermare l'esistenza del fenomeno: la dieta non era controllata, la composizione corporea non è stata misurata con metodi accurati, la plicometria è un metodo impreciso per misurare la massa grassa, non è stato usato un gruppo di controllo.